# Arsabenzen
Arsabenzen je organická sloučenina odvozená od benzenu náhradou jednoho uhlíkového atomu atomem arsenu, se vzorcem C5H5As.
Jedná se o látku citlivou na vzduch, která se při zahřátí rozkládá. Arsabenzen je ambidentátní ligand, který může vytvářet koordinační vazby typu η1(As)- nebo η6(π).
Výzkum arsabenzenu a podobných sloučenin byl důležitým krokem při výzkumu molekul obsahujících násobné vazby mezi atomy uhlíku a těžších prvků.
Prvním připraveným arsaarenem byl 9-arsaantracen.

## Struktura
Molekula arsabenzenu je rovinná. Délky vazeb C—C jsou 139 pm, u vazeb As—C činí 185 Å, což je o 6,6%  méně, než je u vazeb As—C obvyklé.
|  |

Pomocí spektroskopie nukleární magnetické rezonance lze zjistit, že arsabenzen vykazuje [[[aromatický kruhový proud|diamagnettický kruhový proud]].

## Příprava
Arsabenzen se připravuje dvoukrokovým postupem z penta-1,4-diynu. Diyn reaguje s dibutylstannanem za vzniku 1,1-dibutylstannacyklohexa-2,5-dienu, jenž následně reaguje s chloridem arsenitým na 1-chlorarsacyklohexadien, z něhož po zahřátí odštěpením HCl vznikne arsabenzen.
CH2(CHCH)2SnBu2 + AsCl3 → CH2(CHCH)2AsCl + Bu2SnCl2
CH2(CHCH)2AsCl → C5H5As + HCl

## Reakce
Arsabenzen může být elektrofilně substituován v pozicích ortho a para; také vstupuje do Friedelových–Craftsových acylací.
Přestože se pyridin obvykle neúčastní Dielsových–Alderových reakcí, tak arsabenzen se chová jako dien a reaguje s hexafluorbut-2-ynem. Do této reakce může vstoupit i fosforin při 100 °C a benzen při 200 °C. S rostoucím protonovým číslem heteroatomu se tak schopnost heterobenzenů podstoupit Dielsovy–Alderovy reakce s tímto elektrofilem zvyšuje. Bismabenzen je tak reaktivní, že vytváří rovnováhu se svým dimerem.
Arsabenzen je výrazně slabší zásadou než pyridin a nereaguje s Lewisovými kyselinami; není protonován kyselinou trifluoroctovou.